# Umberto Valenti
Umberto Valenti, detto The Ghost (Barcellona Pozzo di Gotto, 14 agosto 1891 – Manhattan, 11 agosto 1922), è stato un mafioso italiano, operativo a New York negli anni '10 del XX secolo.

## Biografia
Siciliano della provincia di Messina, arriva a New York il 4 luglio 1910. Si stabilisce nel quartiere di Lower East Side, vicino a Little Italy, e inizia a lavorare per Giuseppe Morello. Nel 1916, si associa con Salvatore D'Aquila, allora capo della banda criminale che sarà poi nota come la famiglia Gambino, e diventa uno degli assassini più temuti della città.
Agli inizi del Proibizionismo, entra in conflitto con D'Aquila e fugge in Sicilia, da dove ritorna il 18 gennaio 1922. I due si riappacificano e inizia la rivalità con Joe Masseria. Si ritiene sia Valenti a uccidere Vincenzo Terranova e Silvio Tagliagamba, entrambi del clan di Masseria. Il 9 agosto 1922, Valenti tenta poi di uccidere Masseria, causando una sparatoria. Masseria si salva e la vendetta non tarda ad arrivare così l'11 agosto, in una sparatoria dove una bambina rimane ferita, Valenti viene ucciso tra la Dodicesima Strada e la Second Avenue da Lucky Luciano.